# Wierzbownica bladoróżowa
Wierzbownica bladoróżowa, w. różowa (Epilobium roseum (Schreb.) Schreb.) – gatunek rośliny z rodziny wiesiołkowatych. Występuje w Azji (Iran, Libia, Turcja, Azerbejdżan, Chiny) i prawie całej Europie. W Polsce rozpowszechniony, lokalnie rzadszy, np. na północnym wschodzie.

## Morfologia

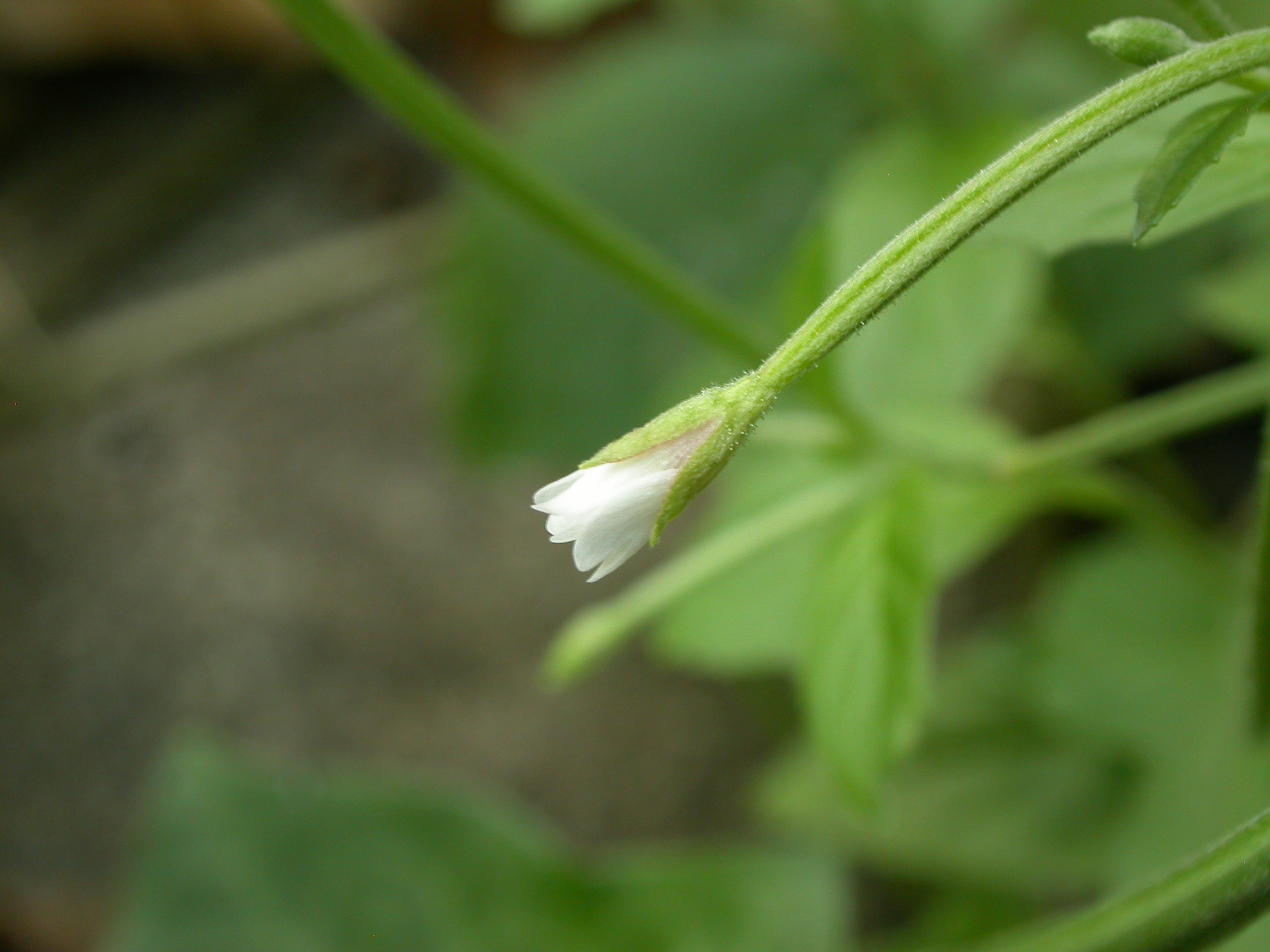
Kwiat

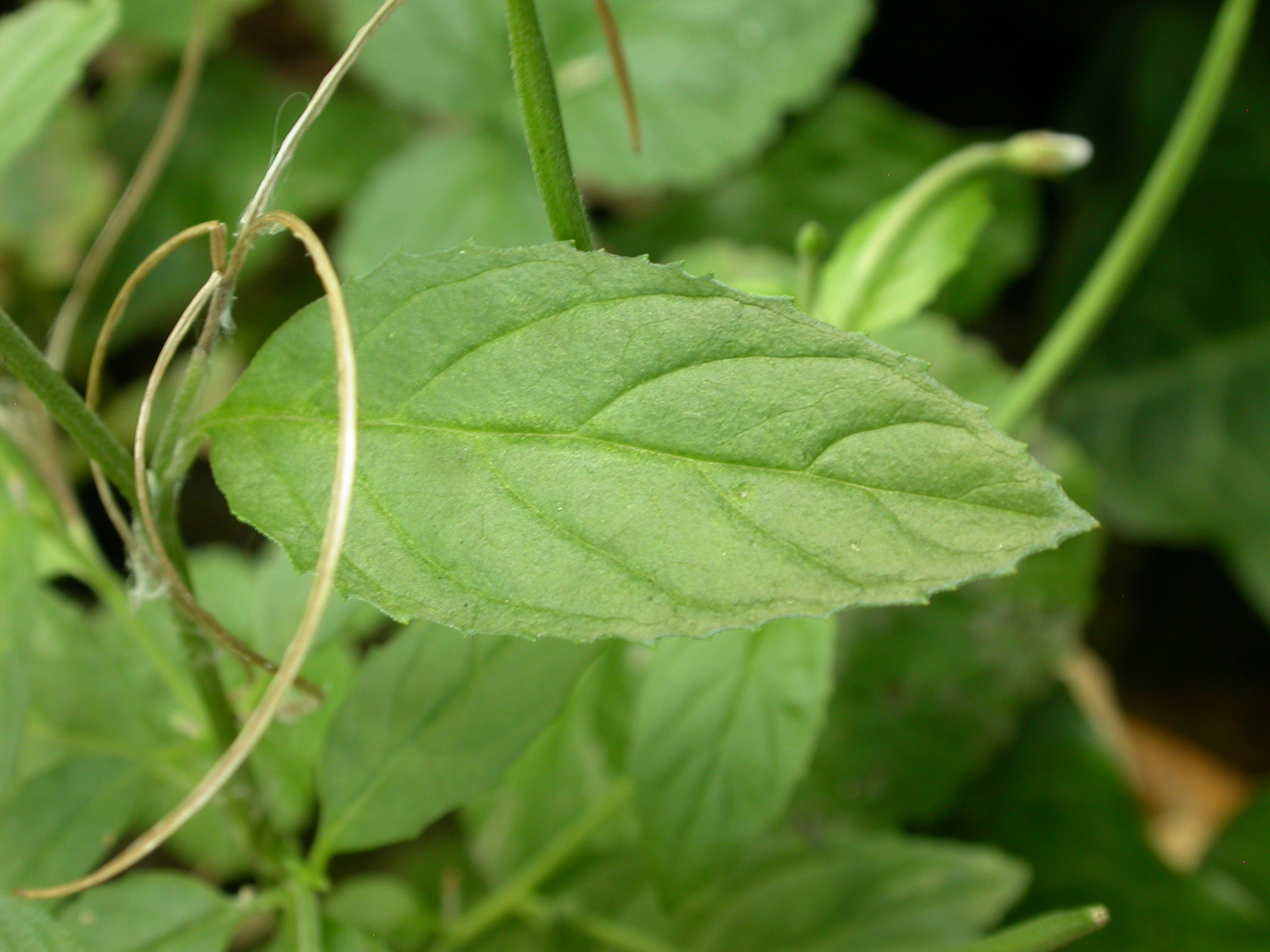
Liść

ŁodygaWzniesiona, prosta, dołem naga, górą przylegająco owłosiona, posiada dobrze widoczne 4 podłużne listewki. Silnie rozgałęzia się, osiąga wysokość 15–80 cm. Pod ziemią (czasami, rzadko, również nad ziemią) krótkie i mięsiste rozłogi, z których wyrastają różyczki liściowe.
LiścieNa ogonkach o długości 0,3-1,5 cm, lancetowatojajowate, o klinowato zwężających się nasadach. Blaszka o długości 3–9 cm, szerokości 0,8–3,5 cm, gęsto i ostro ząbkowanych brzegach.
KwiatyWyrastają na długich szypułkach w górnej części łodygi tworząc luźne grono. Przed rozkwitnięciem są zwieszone. Mają początkowo białe, później różowe, silnie na szczytach wycięte płatki korony o długości 5–6 mm. Słupek o pałeczkowatym, niepodzielonym znamieniu.
OwocKrótko owłosiona i podłużnie bruzdowana torebka. Nasiona odwrotnie jajowate, o zaokrąglonych końcach.

## Biologia i ekologia
Bylina, hemikryptofit. Siedlisko: brzegi strumieni, mokradła, rowy, lasy. W klasyfikacji zbiorowisk roślinnych gatunek charakterystyczny dla Ass. Calystegio-Epilobietum hirsuti. Kwitnie od lipca do września, jest owadopylna lub samopylna, słupek i pręciki dojrzewają równocześnie. Roślina wiatrosiewna, nasiona mają aparat lotny w postaci pęczka włosków.

## Zmienność
Tworzy mieszańce z wierzbownicą czworoboczną (E. laschianum Hausskn.), w. drobnokwiatową, w. górską, w. rózgowatą (E. schmidtianum Rostk.), w. wzgórzową.